# (2100) Ra-Shalom
(2100) Ra-Shalom – planetoida z grupy Atena okrążająca Słońce w ciągu 277 dni w średniej odległości 0,83 au. Została odkryta 10 września 1978 roku w Obserwatorium Palomar przez Eleanorę Helin. Nazwa planetoidy pochodzi z połączenia dwóch członów: Ra, egipskiego boga słońca i stwórcy świata oraz hebrajskiego słowa Shalom, oznaczającego pokój. Nazwa została nadana dla uczczenia traktatu pokojowego pomiędzy Izraelem a Egiptem zawartego w Camp David 17 września 1978 roku. Przed nadaniem nazwy planetoida nosiła oznaczenie tymczasowe (2100) 1978 RA.